# 僕の歌は君の歌
『僕の歌は君の歌』（ぼくのうたはきみのうた、原題: Elton John）は、1970年に発表されたエルトン・ジョンのアルバム。全英4位を記録した。

## 解説
エルトン・ジョンのセカンド・アルバム。グラミー賞の最優秀アルバムと新人賞にノミネートされた。
ポール・バックマスターによる弦楽器のアレンジが、叙情性を際立たせている。「僕の歌は君の歌（Your Song）」を収録。エルトンは後のインタビューで、「『僕の歌は君の歌』は、飽きが来ないため、ライブで唯一欠かしたことのない曲」だと語った。作詞家バーニー・トーピンは、歌詞を渡して15分ほどで出来上がったと述べている。
1996年のCDからは、当時のシングルB面だった未収録曲も収録された。2008年のリマスター、及びSHM-CD化再発に際しては、未発表のデモ音源やセッション音源も含む20曲のボーナス・ディスクを追加した、デラックス・エディションとして限定発売された。
『ローリング・ストーン』誌が選んだ「オールタイム・ベスト・アルバム500」に於いて、468位にランクイン。

## 収録曲
全曲、作曲：エルトン・ジョン、作詞：バーニー・トーピン
サイド 1
1. 僕の歌は君の歌 - "Your Song"
2. 君は護りの天使 - "I Need You to Turn to"
3. パイロットにつれていって - "Take Me to the Pilot"
4. ルイーズに靴紐はない - "No Shoe Strings on Louise"
5. ハイアントンの思い出 - "First Episode at Hienton"

サイド 2
1. 60才のとき - "Sixty Years on"
2. 人生の壁 - "Border Song"
3. 驚きのお話 - "The Greatest Discovery"
4. 檻の中に住みたくない - "The Cage"
5. 王は死ぬものだ - "The King Must Die"

### ボーナストラック (1995年 マーキュリー再発 & 1996年 ロケット再発)
1. 悪い月 - "Bad Side of the Moon"
2. グレイ・シール - "Grey Seal" (original version)
3. ロックン・ロール・マドンナ - "Rock and Roll Madonna"

### デラックス・エディション
上述の通り、2008年6月3日に発売されたCD2枚組セット。10曲入りオリジナル版と初出の未発表曲多数収録のボーナスディスク。15～17曲目は現行版のボーナストラックと同一。

#### ボーナスCD
1. "Your Song" (Demo Version) ※1990年発売のBOXセット『トゥ・ビー・コンティニュード』に収録されたもの。
2. "I Need You To Turn To" (Piano Demo) ※未発表バージョン。
3. "Take Me To The Pilot" (Piano Demo) ※未発表バージョン。
4. "No Shoe Strings on Louise" (Piano Demo) ※未発表バージョン。
5. "Sixty Years on" (Piano Demo) ※未発表バージョン。
6. "The Greatest Discovery" (Piano Demo) ※未発表バージョン。
7. "The Cage" (Piano Demo) ※未発表バージョン。
8. "The King Must Die" (Piano Demo) ※未発表バージョン。
9. "Rock and Roll Madonna" (Piano Demo) ※未発表バージョン。
10. "Thank You Mama" (Piano Demo) ※未発表曲。
11. "All The Way Down" To El Paso (Piano Demo) ※未発表曲。
12. "I'm Going Home" (Piano Demo) ※未発表曲。
13. "Grey Seal" (Piano Demo)
14. "Rock and Roll Madonna" (Incomplete Band Demo)
15. "Bad Side of the Moon"
16. "Grey Seal"
17. "Rock and Roll Madonna"
18. "Border Song" (BBC Session) with Hookfoot ※フックフットとは、カリブ・クェイのバンド。カリブとは、かつてエルトンが在籍したバンド、ブルーソロジーのメンバーで、ファースト・アルバムを共に製作した間柄。1970年12月4日収録。未発表バージョン。
19. "Your Song" (BBC Session) ※1970年2月7日収録。未発表バージョン。
20. "Take Me to the Pilot" (BBC Session) ※1970年2月7日収録。未発表バージョン。

## アルバム参加ミュージシャン
- エルトン・ジョン - ピアノ、ボーカル、ハープシコード (2)
- ポール・バックマスター (Paul Buckmaster) - チェロ (8)

弦楽器編曲担当。
- カレブ・クェイ - リードギター (3,4,5)、ギター (9)
- ダイアナ・ルイス (Diana Lewis) - モーグ・シンセサイザー (5,9)

バックマスターの妻。
- クライヴ・ヒックス (Clive Hicks) - 12弦ギター (1)、リズムギター (4)、ギター (7,8,10)、アコースティック・ギター (9)
- コリン・グリーン (Colin Green) - ギター (1,7)、スパニッシュ・ギター (6)
- フランク・クラーク (Frank Clark) - アコースティック・ギター (1,10)
- ローランド・ハーカー (Roland Harker) - ギター (2)
- アラン・パーカー (Alan Parker) - リズムギター (3)
- デイヴ・リッチモンド (Dave Richmond) - ベース (1,7,8)
- アラン・ウェイル (Alan Weighll) - ベース (3,4,9)
- レス・ハーディ (Les Hurdie) - ベース (10)
- バリー・モーガン (Barry Morgan) - ドラム (1,3,4,7,9)
- テリー・コックス (Terry Cox) - ドラム (8,10)
- スカイラ・カンガ (Skaila Kanga) - ハープ (2,8)
- デニス・ロペス (Dennis Lopez) - パーカッション (3,4,10)
- テックス・ナヴァラ (Tex Navarra) - パーカッション (9)
- ブライアン・ディー (Brian Dee) - オルガン (6,7)
- デヴィッド・カッツ (David Katz) - ヴァイオリン
- バック・ボーカル
  - マデリーン・ベル (Madeline Bell)、トニー・バロウズ (Tony Burrows)、ロジャー・クック (Roger Cook)、レスリー・ダンカン (Lesley Duncan)、ケイ・ガーナー (Kay Garner)、トニー・ハザード (Tony Hazzard) (3,4,7,9)
  - バーバラ・ムーア (Barbara Moore) - 合唱リーダー (7)

## 製作
- ガス・ダッジョン - プロデューサー

この後長らくエルトンと共に仕事をすることになるプロデューサー。
- スティーヴ・ブラウン - コーディネーター
- ロビン・ゲオフリー・ケーブル(Robin Geoffrey Cable) - エンジニア
- ガス・スキナス (Gus Skinas) - 編集
- リッキー・グラハム (Ricky Graham) - デジタル処理
- グレッグ・ペニー (Greg Penny) - サラウンド・サウンド
- ポール・バックマスター (Paul Buckmaster) - アレンジャー

彼の起用が先だったため、アレンジャーをやりたいと条件を出したジョージ・マーティンはプロデューサーにならなかった。ガスの起用はバックマスターの進言によるものである。
- デヴィッド・カッツ (David Katz) - オーケストラ指揮
- デヴィッド・ラーカム (David Larkham) - アート・ディレクション
- ショウェル・スタンフォード (Stowell Stanford) - 写真
- ジム・ガフ - スリーヴ・プロダクション

- トニー・コーシン (Tony Cousins) - リマスタリング
- ガス・ダッジョン&ジョン・トブラー (John Tobler) - ライナーノーツ（1995年リマスター盤より）